# La Puja Grossa
La Puja Grossa är en bergstopp i Spanien, på gränsen till Frankrike.   Den ligger i regionen Katalonien, i den östra delen av landet, 600 km öster om huvudstaden Madrid. Toppen på La Puja Grossa är 656 meter över havet, eller 60 meter över den omgivande terrängen. Bredden vid basen är 0,62 km. La Puja Grossa ingår i Serra de l'Albera.
Terrängen runt La Puja Grossa är huvudsakligen kuperad, men åt nordost är den bergig. La Puja Grossa ligger uppe på en höjd som går i öst-västlig riktning. Runt La Puja Grossa är det ganska glesbefolkat, med 29 invånare per kvadratkilometer. Närmaste större samhälle är Llers, 18,4 km söder om La Puja Grossa. I omgivningarna runt La Puja Grossa växer i huvudsak blandskog.